# Zapora Malpasset

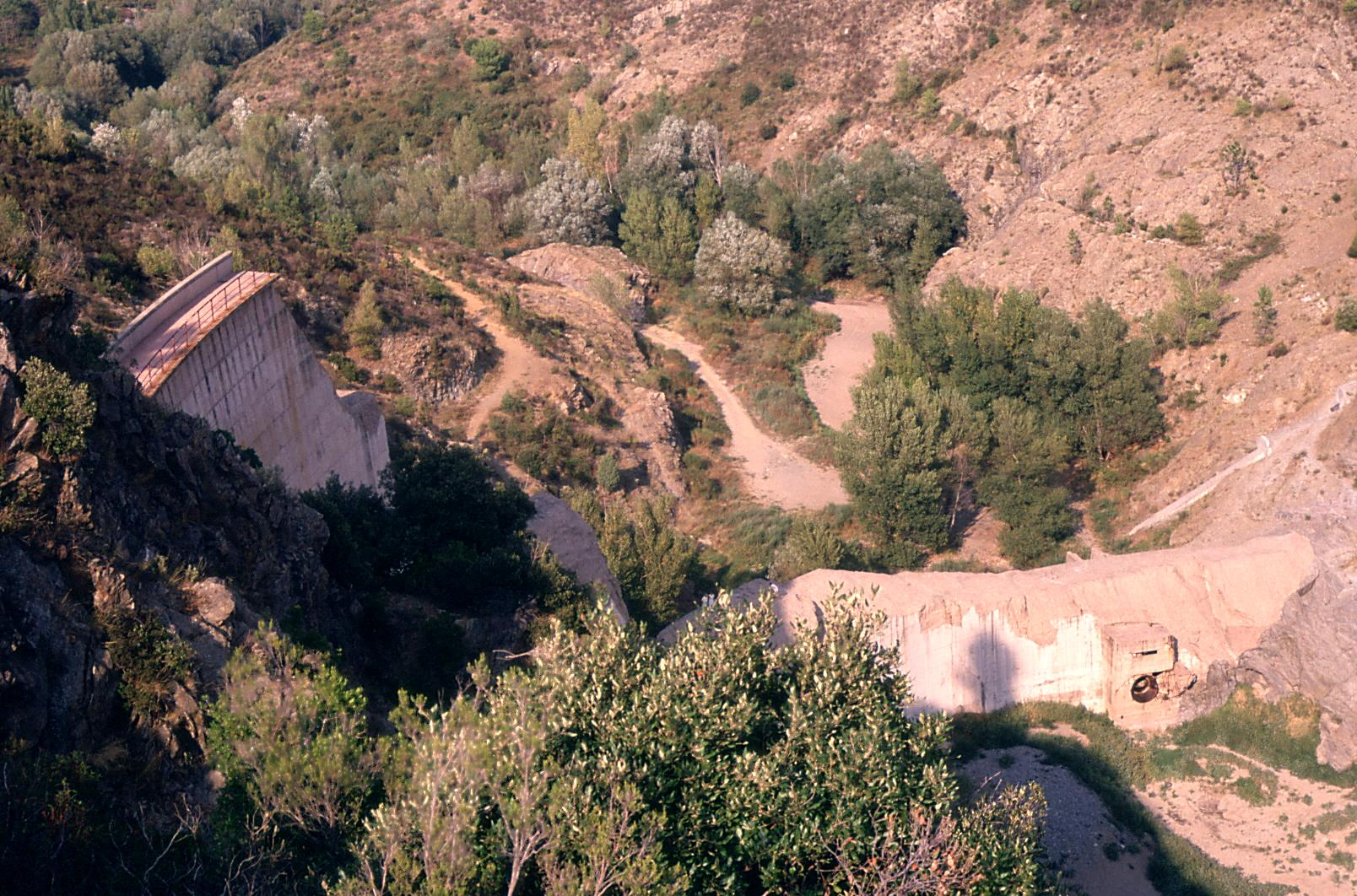
Pozostałość po zaporze (1988)

Zapora Malpasset – zapora łukowa wybudowana na rzece Reyran, 7 km na północ od Fréjus, w departamencie Var, w regionie Prowansja-Alpy-Lazurowe Wybrzeże w południowo-wschodniej Francji. 2 grudnia 1959 zapora została przerwana, w wyniku czego śmierć poniosły 423 osoby.

## Podstawowe dane techniczne
| Typ                            | zapora łukowa |
| Wysokość od podstawy           | 66 m          |
| Wysokość bezwzględna zapory    | 102 m n.p.m.  |
| Długość korony                 | 222 m         |
| Szerokość korony               | 1,5 m         |
| Szerokość bazy                 | 6,82 m        |
| Szerokość górnego nacisku wody | 30 m          |
| Pojemność zbiornika            | 48,1 mln m³   |
| Powierzchnia zbiornika         | ok. 200 ha    |

Podłoże zapory było niejednorodne. Prawy przyczółek został posadowiony na zwartych skałach gnejsowych, natomiast lewy – na karbońskich piaskowcach. W celu zapobieżenia nadmiernej filtracji przez ewentualne szczeliny w piaskowcach lewą stronę zapory wzmocniono.

## Budowa
Zapora została wybudowana w latach 1952–54 w celu retencjonowania wody oraz nawadniania regionu. Prace nad zaporą wstrzymywano kilka razy z powodu strajków i braku środków finansowych. Według niektórych źródeł budowa została rozpoczęta na początku 1941. Prace nad nią prowadził francuski inżynier André Coyne, a całość kosztowała 580 mln franków. Fundatorem projektu był departament Var.

## Katastrofa
2 grudnia 1959 zapora została przerwana, w wyniku czego powstała 40-metrowa fala, która pędząc z prędkością 70 km/h zniszczyła dwie niewielkie miejscowości – Malpasset i Bozon oraz autostradę, a 20 minut później z mniejszą siłą 3-metrowa już fala dotarła do Fréjus i ostatecznie skończyła swój bieg w morzu.
W katastrofie zginęły 423 osoby, a szkody z nią związane oszacowano na 68 mln dolarów.

## Przyczyny
Przyczyn tej tragedii było kilka. Terenowe badania geologiczne i hydrologiczne regionu zakończono co prawda w 1946, jednak wykonane wiercenia zbadały podłoże tylko do głębokości 5 m, zaś samych wyników nie zinterpretowano ze względu na brak środków finansowych. Zapełnianie zbiornika rozpoczęto, gdy skały pod przyczółkami były rozgrzane przez słońce. Gwałtowne schłodzenie ich przez napływającą wodę spowodowało wzrost naprężeń w górotworze, co doprowadziło do powiększenia się szczelin w piaskowcu. Po ich zalaniu woda dostała się w głąb tych skał. Jak się później okazało, warstwy piaskowców pod wschodnim przyczółkiem były podścielone łupkami, które nawilgocone w opisany wyżej sposób stanowiły dogodną powierzchnię poślizgu.
Na kilka tygodni przed przerwaniem zapory zanotowano odgłosy pękania, jednak ich nie zbadano. W listopadzie 1959 łatano prawą krawędź zapory. Podczas budowy autostrady nieopodal zapory doszło do eksplozji, co spowodowało przesunięcia bazy skalnej zapory. Na kilka dni przed przerwaniem zapory spadło dodatkowo 130 mm deszczu, a poziom wody w zbiorniku na 24 godziny przed przerwaniem był tylko 28 cm poniżej górnej krawędzi, maksymalnie obciążając tamę.
Na 5 godzin przed przerwaniem zostały otwarte śluzy, jednak odpływ rzędu 40 m³/s nie wystarczył, by szybko opróżnić zbiornik. Kierownik zapory, który w tym czasie rutynowo kontrolował stan zapory od strony odwodnej, nie stwierdził niedopuszczalnych przecieków. Zaraz potem jednak zauważył jak wschodnia część tamy, posadowiona na piaskowcach, zakołysała się i zaczęła się obsuwać. Rakietą dał znak alarmu, który pozwolił uratować się jego rodzinie, jednak nie dotarł na czas m.in. do miasta Fréjus.